# آلفين تايلر
آلفين تايلر (بالإنجليزية: Alvin Tyler)‏ هو عازف ساكسفون أمريكي، ولد في 5 ديسمبر 1925 في نيو أورلينز في الولايات المتحدة، وتوفي بنفس المكان في 3 أبريل 1998.

## وصلات خارجية
- آلفين تايلر على موقع ميوزك برينز (الإنجليزية)
- آلفين تايلر على موقع أول ميوزيك (الإنجليزية)
- آلفين تايلر على موقع أول ميوزيك (الإنجليزية)
- آلفين تايلر على موقع أول ميوزيك (الإنجليزية)
- آلفين تايلر على موقع أول ميوزيك (الإنجليزية)
- آلفين تايلر على موقع أول ميوزيك (الإنجليزية)
- آلفين تايلر على موقع ديسكوغز (الإنجليزية)